# Dardània (província romana)
Dardània (grec antic: Δαρδανία, llatí: Dardania) va ser una província romana creada per Dioclecià quan va reorganitzar l'Imperi cap a l'any 294. S'anomenava Dardània pels dàrdans, els primitius habitants del país, que a partir de l'any 87, sota l'emperador Domicià, havia estat una regió que formava part de Mèsia. Trajà va dividir la Mèsia en dues províncies, la Mèsia Superior i la Mèsia Inferior. Segons Claudi Ptolemeu, Dardània era un districte especial de la Mèsia Superior. Amb la divisió de Dioclecià, Mèsia tenia onze províncies, i una d'elles era Dardània.
La província limitava al nord amb la de Dàcia (la nova Dàcia), a l'est amb la de Tràcia, a l'oest amb la província Prevalitana i al sud amb Macedònia. La capital era Naïssus.
Durant, o potser després del govern de Constantí el Gran, es va crear la província anomenada Dàcia Mediterrània, a partir de territoris que havien format part de Tràcia i de Dardània.